# Каліфорнія у Криму
«Каліфорнія у Криму» або «Кримська Каліфорнія» — міська легенда щодо можливого плану Уряду СРСР залучення американського капіталу, пов'язана з ідеєю створення єврейської республіки в Криму, так званої «кримської Каліфорнії».
Згідно з легендою, Сталін «був вимушений» депортувати кримських татар до Узбекистану, а Хрущов 1954 року для того передав Крим Україні, щоб ухилитись від створення там єврейської автономії.
Це проєкт щодо створення єврейської автономії в Криму, яким деякі журналісти намагаються пояснити депортацію кримських татар та передачу Криму Україні. Жодних доказів правдивості даної теорії немає, натомість розрізнені факти співставляються її прибічниками для спроби довести її.
Невідомо про жоден документ, що підтверджував би версію, за якою нібито Франклін Рузвельт погрожував Сталіну припинити поставки за ленд-лізом, якщо в Криму не буде створена єврейська автономія.

## Про проєкт
Легенда стверджує, що для звільнення земель кримських татар у Криму для заселення територій євреями було схвалено закон, що визнав північнокримські території землями всесоюзного значення.
Уряд СРСР і американська компанія «Джойнт» підписали 19 лютого 1929 року договір, за яким остання щороку мала виділяти СРСР 900 тис. $ протягом 10 років під 5 % річних. У разі успішної реалізації проєкту начебто передбачалася виплата додаткових сум до 500 тис. $ щороку. Виплата боргу повинна була початися 1945-го і завершитися 1954 року.
Згідно з непідтвердженими жодним документом даними, забезпеченням облігацій СРСР називали кримські землі, тому ймовірними власниками земель у Криму стали Рокфеллер, Маршалл, Варбург, Рузвельт, Гувер.
На півночі Криму в Лариндорфському й Фрайдорфському районах було створено єврейські сільськогосподарські комуни, але в середині 1930-х під час Великого терору більшість представників «Джойнту» заарештували, і співпраця перервалася. 1941-го кримські євреї або евакуювалися з півострова, або були знищені німцями.
1928 року було створено Єврейську автономну область з центром у Біробіджані, а 1936 року проєкт «Каліфорнії» згорнули.
Після початку Радянсько-німецької війни НКВС прагнув ініціювати створення Єврейського антифашистського комітету (ЄАК). Головне завдання комітету полягало в інтенсивній пропаганді серед єврейських громад США та Британії становища євреїв в СРСР, аби отримати максимальну допомогу, необхідну СРСР у боротьбі проти Гітлера.
Делегації ЄАК, які очолював Соломон Міхоелс, начебто пояснили міти, що створення в Криму єврейської республіки допоможе розв'язати питання боргів по ленд-лізу. Натомість, стверджує легенда, американці вимагали переселення жителів Криму.
У березні та квітні 1944 року кримські татари були депортовані: з Криму виселили й перевезли в Узбекистан сто п'ятдесят тисяч осіб. Саме цю страшну сторінку історії народу й намагаються використати прихильники легенди.
Жодних опосередкованих чи прямих доказів того, що кримських татар виселили через реалізацію проєкту «Кримська Каліфорнія», немає.